# アストラルエンジン
『アストラルエンジン』とは、原作・村上ひでお、漫画・中山敦支、メカデザイン・松川健一による漫画作品。『月刊少年ジャンプ』に2005年9月号から2006年2月号まで連載されていた。
テーマは「信念」となっている。またサブタイトルは漢字一文字である。

## あらすじ
はるか未来の地球。月の落下により大陸が水没した世界。
その中、遺跡発掘をして生活している少年・エッジは、ある日警察軍に追われる少女・ロランドを連れた戦機兵を目撃する。
その戦機兵は少女をエッジに託し、警察軍のオビキとなってそってしましい。
少女をかくまうことになってしまう。だが少女が戦機兵の後を追って行ってしまい…？

## 登場人物
エッジ＝ベルト
この物語の主人公の少年。
家族は父親は不明、母親を幼い頃事故で亡くしている。
名前の由来は「進んで道を切り開き弱い者の為に戦う刃たれ」という母の言葉からエッジと名付けられている。
戦闘時には超振動の刃を使用している。ちなみに超振動の刃はエッジ曰く「何でも切れる」とのこと。
ロランド救出のさいに呪いのアストランエンジンを取り込み、体の一部が機械になってしまう。
ロランドポッケ
この物語のヒロインである文化家政機。
警察軍に狙われており、月の戦騎兵シルビウスとともに逃亡中に警察軍につかまりそうなところをエッジに救われる。
ランゲルハンス
ロランドを狙う警察軍最強の男。
お竜
ランゲルハンスの部下。
シルビウス
ロランドを守っていた戦騎兵。
じゃべり方は、壊れて音声出力装置を取り込んでしまっているためになまっている。
スタンリー
ロランドを狙っている賞金稼ぎ。

## アストラルエンジン
超振動の剣
エッジの持っている剣。普段は腰に巻いており、グリップを引くと剣の形状になる。
その刃は超振動であらゆるものを切り裂くことができる。
一回の起動で37秒間稼動するらしい。
人工の月
人工重力を発生させる最も巨大なアストラルエンジン。
地球の自転を安定させる役目を担っている。しかし使い方を誤れば大規模破壊兵器になりうる存在である。
呪いのアストラルエンジン
形状は角の様な形をしている。生命体に寄生し、寄生された生命体の身体能力の増加。そして最大の能力は欠損した部分を機械で補うことである。
ランゲルハンス曰く「人を機械に変える」呪いのアストラルエンジン。

## 書誌情報
- 村上ひでお（原作）、中山敦支（漫画）『アストラルエンジン』集英社〈ジャンプコミックス〉、全2巻
  1. 2006年1月5日発売、ISBN 978-4088740140
  2. 2006年2月3日発売、ISBN 978-4088740461